# Vintergæk (art)
Vintergæk (Galanthus nivalis), også kaldet almindelig vintergæk, er en løgplante med linjeformede, blågrønne blade og hvide, dråbeformede blomster. Planten er velkendt og meget brugt i haverne. Vintergæk anvendes desuden som snitblomst og til gækkebreve.

## Beskrivelse
Vintergæk er en flerårig, urteagtig løgplante, der danner en roset af grundstillede blade. De er linjeformede og oprette med hel rand og afrundet spids. Begge bladsider er blågrønne. Blomstringen sker i januar-marts, hvor man finder den enlige blomst endestillet på en særskilt, glat og hårløs stængel. Blomsten er regelmæssig og 3-tallig, men fremtræder dråbeformet. Blosterbladene er hvide med en grøn aftegning. Frugterne er kapsler med mange frø.
Rodnettet består af et lille løg og en kage af trævlede rødder. Planten danner sideløg, som bidrager til formeringen.
Højde x bredde og årlig tilvækst: 0,20 x 0,10 m (20 x 10 cm/år). Målene kan bruges til beregning af planteafstande i fx haver.

## Hjemsted
Vintergæk hører hjemme i de centraleuropæiske løvskove, hvor den foretrækker vedvarende fugtige, let skyggede voksesteder med højt kalk- og næringsindhold i jorden. Den naturaliseres let andre steder i verden, hvor der findes skyggefulde bevoksninger på beskyttede steder.
Piekielna Dolina i Klodzkodalen i nærheden af byen Polanica i Polen regnes som et Natura 2000-beskyttet område. Her findes arten i de resterende skove, der har skovfyr som den dominerende træart, sammen med bl.a. almindelig engelsød, fjerbusk, hasselurt, knærod, bredbladet klokke, dorotealilje, engblomme, fladkravet kodriver, høsttidløs, kranslilje, liden singrøn, liljekonval, peberbusk og tørst 

## Underarter
- Kilikisk vintergæk (Galanthus nivalis ssp. cilicius).
- Italiensk vintergæk (Galanthus nivalis ssp. imperati).

## Anvendelse
Vintergæk anvendes som prydplante, snitblomst og til gækkebreve. Den har også været benyttet i folkemedicinen. Som biplante er den nyttig på grund af sin tidlige blomstring. Den giver en del nektar, men kun lidt pollen.

## Aktive stoffer
Vintergækker indeholder galantamin, et aktivt stof, der virker som anticholinesterase. Det er blevet foreslået, at vintergæk optræder i Homers Odysseen som den mystiske plante, Moly, som Hermes giver til Odysseus som beskyttelse mod Kirkes troldom. Galantamin findes også i påskeliljer og andre 'amaryllidaceae og er blevet foreslået til behandling af Alzheimers.
Vintergækker indeholder også et aktivt lectin eller agglutinin benævnt GNA (for Galanthus nivalis agglutinin. På grund af lectinernes aktivitet som pesticider, er madvarer blevet genetisk modificeret med GNA-genet, bl.a. kartofler. I 1998 sagde Árpád Pusztai, en skotsk-ungarsk biokemiker og ernæringsforsker, i et interview på britisk TV (World in Action), at hans forskningsgruppe havde observeret skader på tarmsystemet og immunsystemet på rotter fodret med de genetisk modificerede kartofler. Han tilføjede: "If I had the choice I would certainly not eat it", og "I find it's very unfair to use our fellow citizens as guinea pigs". Disse bemærkninger startede Pusztai-sagen om genetisk modificerede fødemidler.
| Portal | Portal:Botanik |